# Арафат (гора)
Арафат (араб. عرفات‎) — гора в 20 км от Мекки. Согласно Сунне, именно отсюда пророк Мухаммад произнес свою последнюю проповедь.
Стояние на горе Арафат является кульминацией хаджа. После стояния, которое длится до заката солнца, следует обряд побивания Сатаны камнями в долине Мина.
В мусульманской истории у горы Арафат встретились и узнали друг друга изгнанные из рая в разные места земли Адам и Хавва (Ева).